# Maraslijiwka (Bilhorod-Dnistrowskyj)
Maraslijiwka (ukrainisch Маразліївка; russisch Маразлиевка/Maraslijewka, rumänisch Marazlăveni) ist ein Dorf im Süden der Ukraine, etwa 66 Kilometer südwestlich der Oblasthauptstadt Odessa am Fluss Alkalija (Алкалія) gelegen. Südlich des Ortes verläuft die Bahnstrecke Odessa–Basarabeasca.
Der Ort wurde offiziell 1807 gegründet, die ersten Bewohner waren russische Kosakensiedler und deutsche Kolonisten.

## Verwaltungsgliederung
Am 12. Oktober 2015 wurde das Dorf zum Zentrum der neugegründeten Landgemeinde Maraslijiwka (Маразліївська сільська громада/Maraslijiwska silska hromada). Zu dieser zählten auch noch die 7 in der untenstehenden Tabelle aufgelistetenen Dörfer, bis dahin bildete es zusammen mit den Dörfern Oleksijiwka, Poljanka, Romaniwka und Selene die gleichnamige Landratsgemeinde Maraslijiwka (Маразліївська сільська рада/Maraslijiwska silska rada) im Westen des Rajons Bilhorod-Dnistrowskyj.
Folgende Orte sind neben dem Hauptort Maraslijiwka Teil der Gemeinde:
| Name                     | Name             | Name                                | Name                  |
| ukrainisch transkribiert | ukrainisch       | russisch                            | rumänisch             |
| ------------------------ | ---------------- | ----------------------------------- | --------------------- |
| Dolyniwka                | Долинівка        | Долиновка (Dolinowka)               | Neu-Posttal           |
| Oleksijiwka              | Олексіївка       | Алексеевка (Alexejewka)             | Mansburg              |
| Poljanka                 | Полянка          | Полянка                             | Alcalia               |
| Romaniwka                | Романівка        | Романовка (Romanowka)               | Românești (Romanowka) |
| Schyroke                 | Широке           | Широкое (Schirokoje)                | Chebabcea             |
| Selene                   | Зелене           | Зеленое (Selenoje)                  | Strasburg             |
| Welykomarjaniwka         | Великомар'янівка | Великомарьяновка (Welikomarjanowka) | Marianca-Mare         |